# På farlig mark (1994)
På farlig mark,  amerikansk actionfilm från 1994 i regi av Steven Seagal.

## Handling
Forrest Taft (Seagal) är specialist på att handskas med oljeriggs-relaterade bränder. Han jobbar åt Aegis Oil som styrs av den hjärtlöse Michael Jennings (Caine) Taft upptäcker att Aegis Oil använder sig av felaktiga delar i bygget av ett nytt oljeraffenaderi i Alaska. Anledningen är att Aegis Oil måste bygga klart innan en tidsfrist gått ut, och de måste återlämna området till eskimåerna och därmed förlora miljarder. När Taft försöker stoppa Jennings utsätts han för ett mordförsök. Jennings med sina hejdukar tror sig besegrat Taft, men han kommer tillbaka genom hjälpen från eskimåer. Nu måste Taft stoppa Aegis Oils raffinaderi från att bli klart.

## Trivia
- Seagal gick med på att göra Under belägring 2 om Warner Brothers lät honom regissera På farlig mark.
- Rollen som Jennings var först tänkt att spelas av Jeremy Irons. Även Anthony Hopkins och Alan Rickman var tänkta i rollen. Men det blev till slut Michael Caine.
- Arbetstitlar på filmen var Rainbow Warrior och Spirit Warrior, men båda valdes bort till fördel av den nuvarande.
- Forrest Taft tal i slutet om miljöföroreningar var från början 11 minuter långt, men testpubliken reagerade negativt på detta, så talet blev förkortat.

## Rollista (i urval)
- Steven Seagal - Forrest Taft
- Michael Caine - Michael Jennings
- Joan Chen - Masu
- John C. McGinley - MacGruder
- R. Lee Ermey - Stone
- Shari Shattuck - Liles
- Billy Bob Thornton - Homer Carlton